# ريترو سيتي رامبيج
ريترو سيتي رامبيج (بالإنجليزية: Retro City Rampage)‏ ، هي لعبة إلكترونية من نوع المطاردة وعالم الجريمة، أنتجت سنة 2012 من قبل الشركة المطورة في بلانك (VBlank) الكندية، وتعمل لأنظمة ألعاب فيديو مختلفة، وهي : الوي ، وإكس بوكس 360 ، وألعاب مايكروسوفت ويندوز ، وبلاي ستيشن 3 ، والعثور على اللعبة موجودة في متجري إكس بوكس وبلاي ستيشن نتورك الإلكترونيتين.

## مميزات اللعبة
تقوم منتجو اللعبة بعمل نظام للألعاب الكلاسيكية نينتندو إنترتينمنت سيستم ، وذلك بالاقتباس من الألعاب الإلكترونية الكلاسيكية مثل : ميتل جير وسلاحف النينجا ونحو ذلك، كما تتميز اللعبة باقتباس واضح من لعبة جي تي أي الشهيرة.
بالإضافة إلى المزيج من الألعاب الشهيرة مثل : سوبر ماريو وزيلدا وكونترا وبيونيك كوماندو.

## وصلات خارجية
- Official site